# Stator limbatus
Stator limbatus är en skalbaggsart som först beskrevs av Horn 1873.  Stator limbatus ingår i släktet Stator och familjen bladbaggar. Inga underarter finns listade i Catalogue of Life.

## Bildgalleri

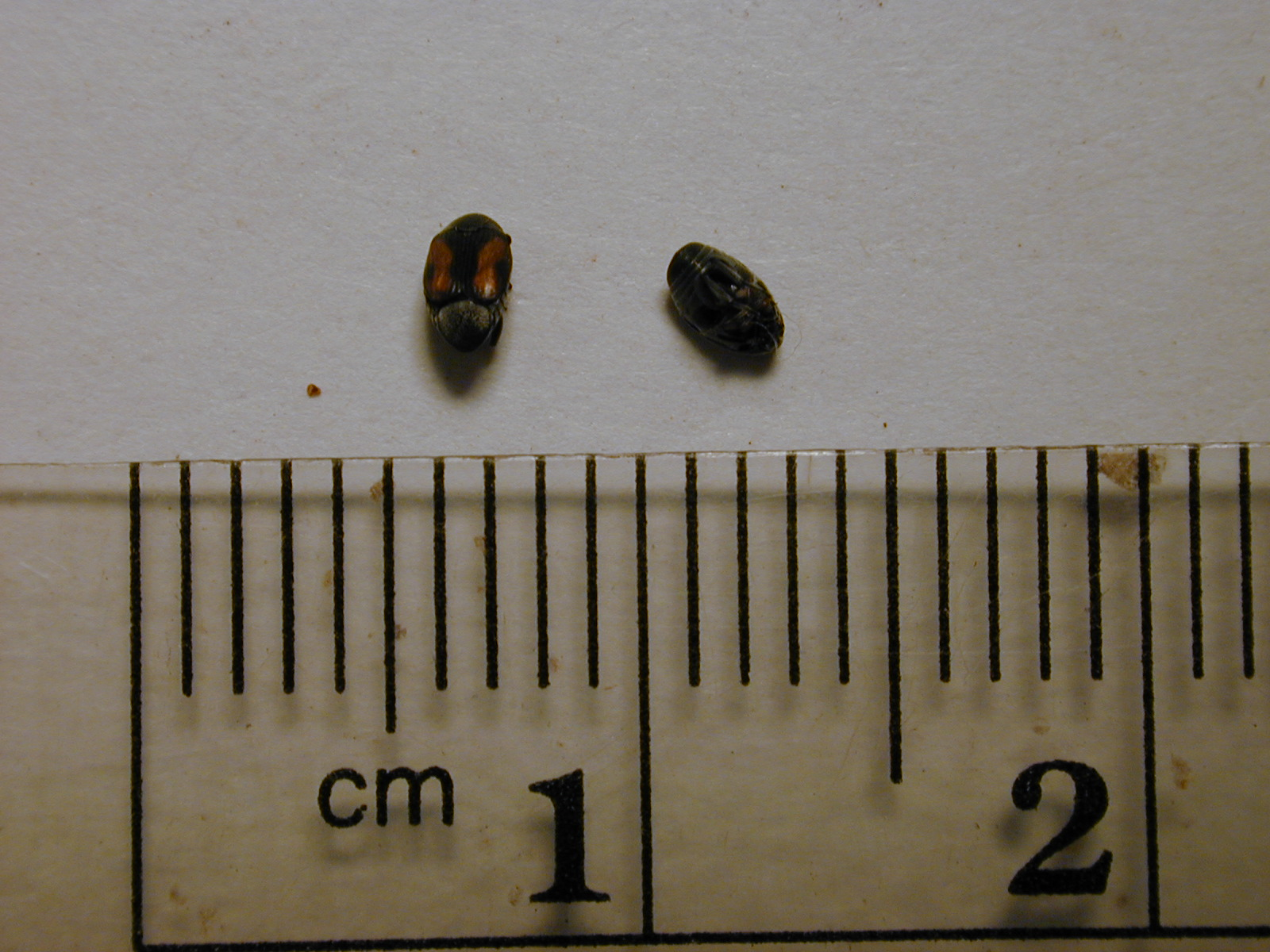
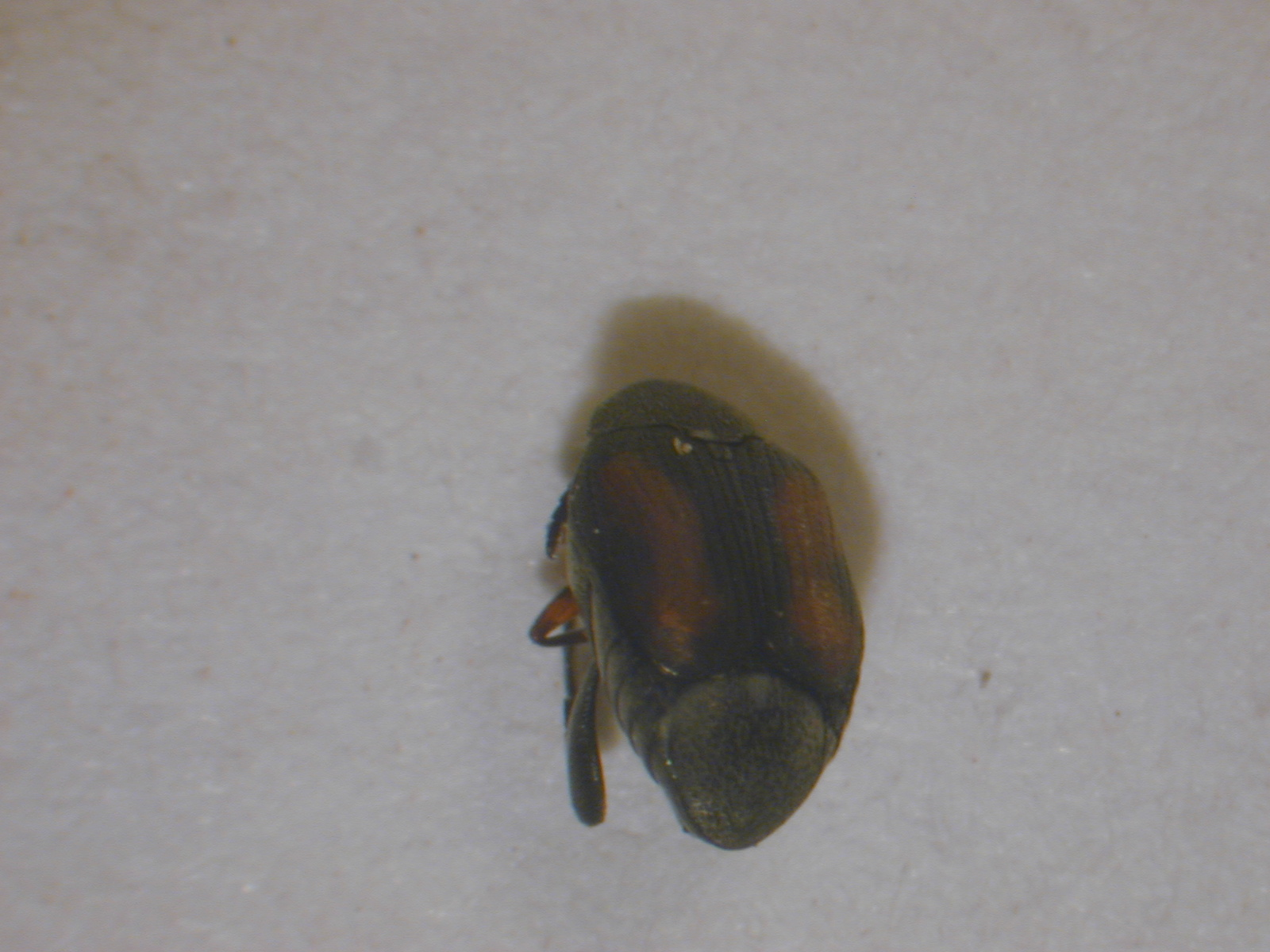
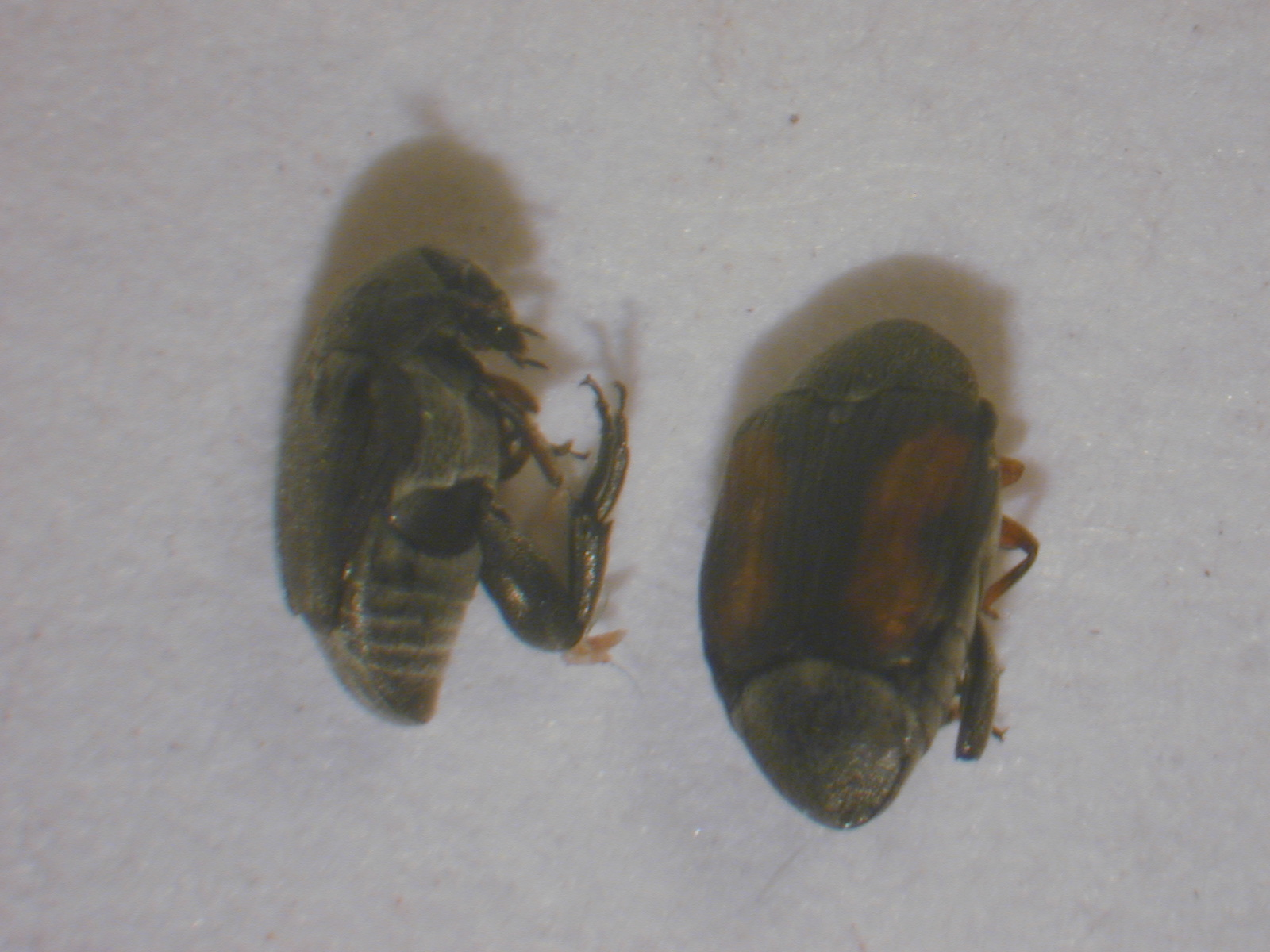
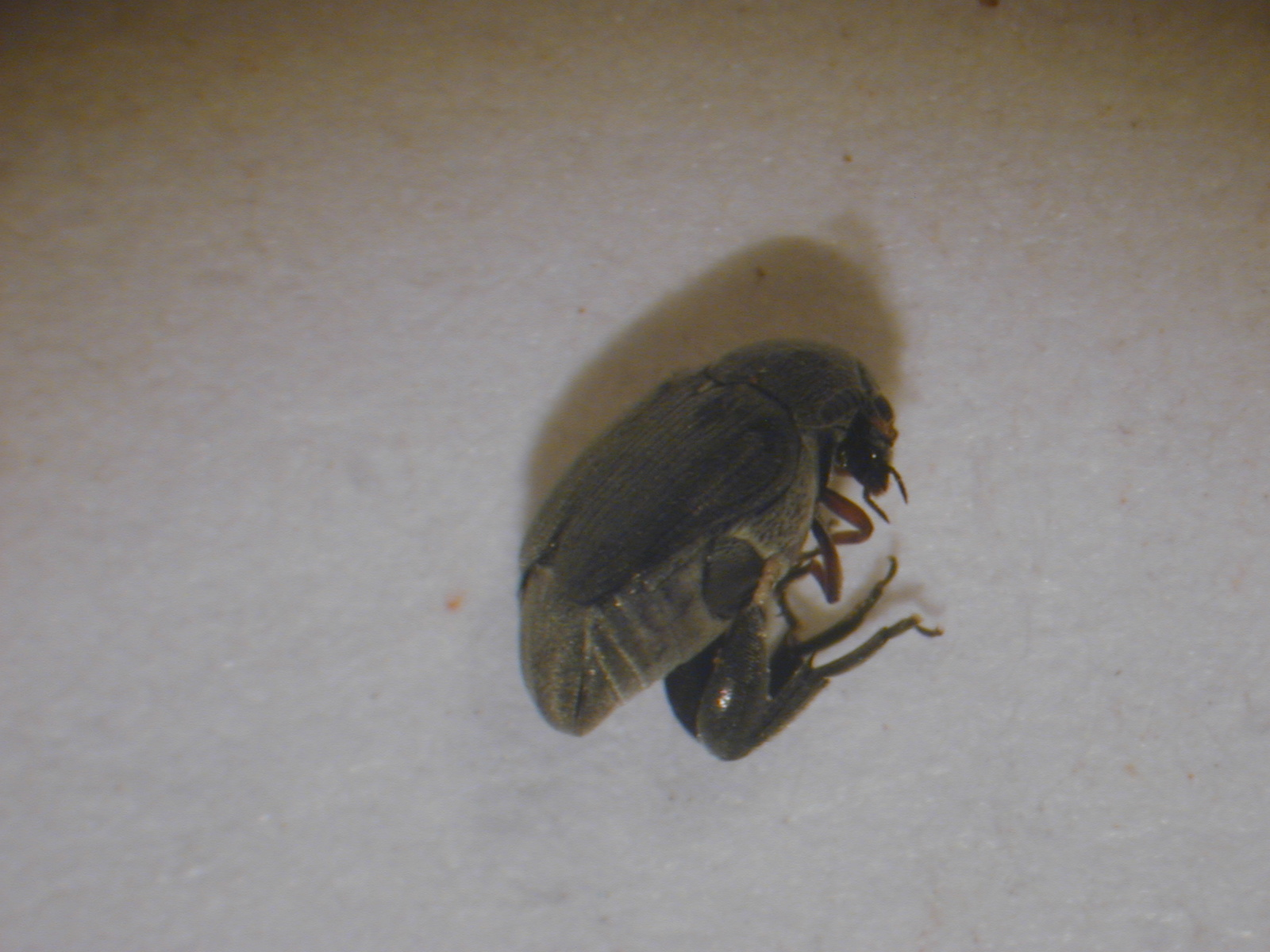
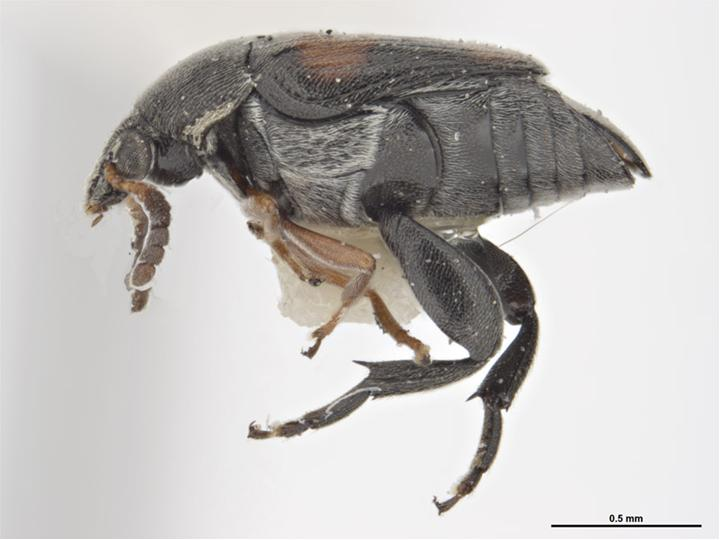
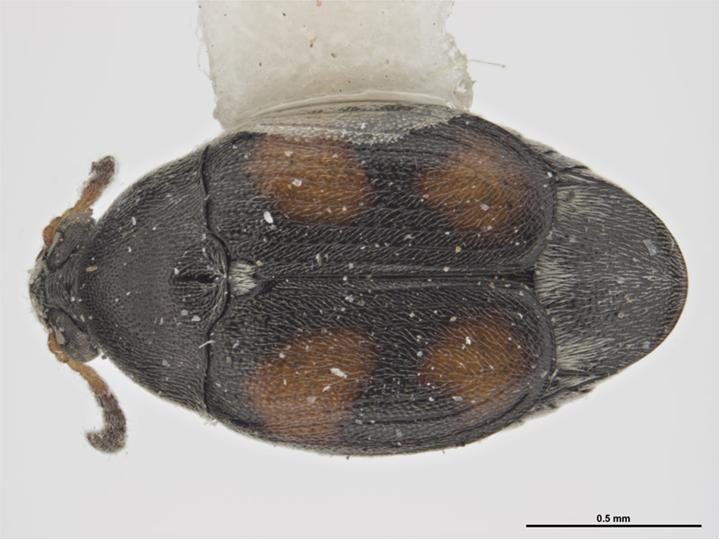